# Rolf Kanies

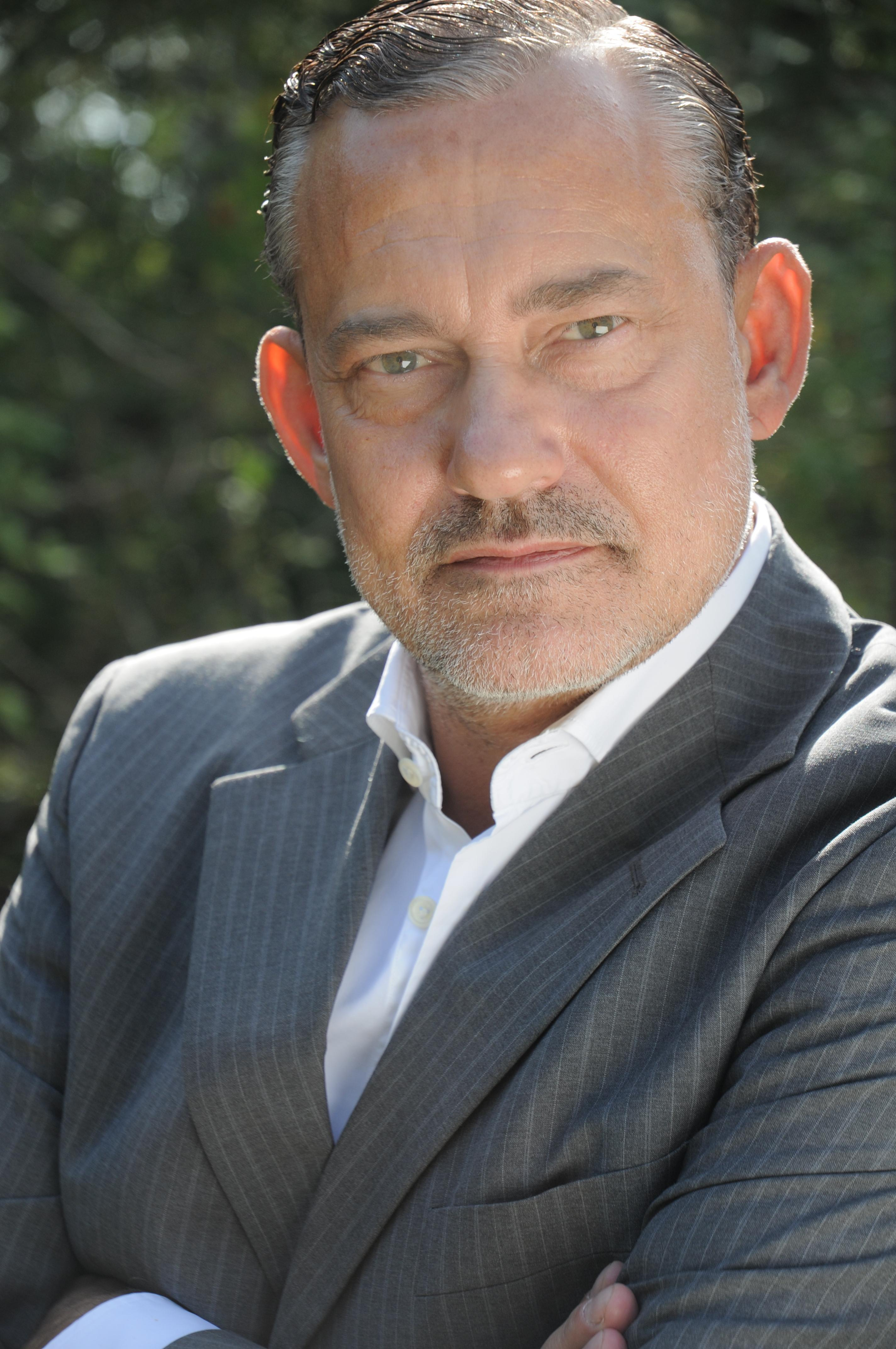
Rolf Kanies (2009)

Rolf Kanies (* 21. Dezember 1957 in Bielefeld) ist ein deutscher Schauspieler. Nachdem er ab 1981 zunächst an zahlreichen Theaterinszenierungen mitgewirkt hatte, stand er ab 1996 in über 140 Film- und Fernsehproduktionen vor der Kamera.

## Leben
Rolf Kanies, Sohn eines Diplom-Ingenieurs und Geodäten, wuchs zunächst in Hanau auf, zog aber noch im Kleinkindalter mit seiner Familie nach Niederrodenbach. Als Kind war Kanies ein leidenschaftlicher Puppenspieler mit großer Sammlung. Kanies besuchte das Gymnasium Hohe Landesschule in Hanau. In der Oberstufe gehörte er zu den ersten Mitgliedern der von dem Lehrer und Autor Erland Schneck-Holze gegründeten Theater-AG und spielte 1976 gemeinsam mit dem späteren Schauspieler Dominic Raacke in deren erster Inszenierung, Georg Büchners Leonce und Lena. Nach dem Abitur absolvierte er von 1978 bis 1982 eine Schauspielausbildung an der Westfälischen Schauspielschule Bochum.
Rolf Kanies ist Mitglied der Deutschen Filmakademie. Er lebt in Krefeld und hat einen zweiten Wohnsitz in Pesaro (Italien).

## Karriere

### Theater
Kanies spielte 1981 erste Gastrollen am Hebbel-Theater Berlin und am Schauspielhaus Bochum. Nach Abschluss seiner Ausbildung hatte er sein erstes festes Bühnenengagement von 1982 bis 1986 am Schauspielhaus Graz. In der Spielzeit 1990/91 war er an den Vereinigten Städtischen Bühnen Krefeld und Mönchengladbach engagiert. Nachdem er 1991 erneut am Schauspielhaus Bochum gastiert hatte, war er in der Spielzeit 1996/97 am Staatstheater Kassel beschäftigt. 1998 spielte er am Od-Theater Basel in einer Inszenierung von Friedrich Schillers Don Karlos. Während seiner Theaterlaufbahn war er u. a. in Hamlet, Romeo und Julia, Macbeth und Faust. Eine Tragödie zu sehen. Für seine Leistungen auf der Bühne wurde er 1994 als „Bester Schauspieler Nordrhein-Westfalens“ ausgezeichnet.

### Film und Fernsehen
Seit Ende der 1990er Jahre steht Kanies in zahlreichen Film- und Fernsehproduktionen vor der Kamera. Nachdem er 1996 in der Krimiserie SK Babies seinen ersten Fernsehauftritt hatte, gab er 1998 als Dr. Erwin Gräbert sein Langfilmdebüt in Gabi Kubachs Julia – Kämpfe für deine Träume!. In der TV-Serie Alphateam – Die Lebensretter im OP (1999) spielte er in fünf Folgen die Rolle des Pflegers Fritz Brause. In der kanadisch-amerikanischen Produktion Lexx – The Dark Zone (2000–2002) übernahm er die Serienhauptrolle des US-Präsidenten Reginald J. Priest. In dem US-Film Joe & Max (2002) spielte er unter Regisseur Steve James den nationalsozialistischen Führer Adolf Hitler an der Seite von Til Schweiger, der die Hauptrolle des Schwergewichtsboxers Max Schmeling übernahm. Seit 2003 gastiert er regelmäßig in der ARD-Reihe Tatort.
Erste Kinorollen hatte er in Benjamin Quabecks Liebeskomödie Nichts bereuen (2001) als Daniels Vater (dargestellt von Daniel Brühl), sowie als General Hans Krebs in Oliver Hirschbiegels Der Untergang (2004). Seit 2003 spielt er mit Unterbrechungen die Rolle des Klaus Ritter, den Vater der Krankenschwester und (späteren) Pflegedienstleiterin Arzu Ritter, in der ARD-Krankenhausserie In aller Freundschaft.
In dem Filmdrama Anonyma – Eine Frau in Berlin (2008) von Max Färberböck war er in der Rolle des Kriegsheimkehrers Friedrich Hoch auf der Kinoleinwand zu sehen. Im Sommer 2009 sah man Kanies als Graf Krajevo in Julie Delpys Historienfilm Die Gräfin. In dem Märchenfilm Die kluge Bauerntochter (2010) spielte er neben Sunnyi Melles den adeligen Hofmeister von Müller. In dem Kinofilm Wunderkinder (2011, Regie: Marcus O. Rosenmüller) war er als Geheimdienstchef des NKWD, Oberst Tapilin, zu sehen. Im ARD-Fernsehfilm Rommel (2012, Regie: Niki Stein) verkörperte er den am Attentat auf Hitler beteiligten Oberst Eberhard Finckh. In der TV-Komödie Herzdamen an der Elbe (Erstausstrahlung: April 2013) spielte er an der Seite von Thekla Carola Wied einen „Koch mit Marineerfahrung“.
Für den italienischen Sender RAI spielte er, an der Seite von Bettina Zimmermann, die seine Ehefrau verkörperte, im Zweiteiler Le mille e una notte (One thousand and one nights), den Kalifen, den Vater von Scheherazade. In George (2013), einem halbdokumentarischen Film über das Leben von Heinrich George, in dem Götz George seinen Vater darstellte, spielte Kanies den Schauspieler Ernst Stahl-Nachbaur, einen Kollegen Georges. In der Verfilmung des zweiten Teils von Liebe geht durch alle Zeiten, Saphirblau (2014), war Kanies, an der Seite von Maria Ehrich, Jannis Niewöhner und Veronica Ferres, in der Rolle des Onkels William de Villiers zu sehen.
Im TV-Film Die letzte Instanz (2014, Regie: Carlo Rola) aus der ZDF-Reihe Joachim Vernau verkörperte er den Gerichtsreporter Alttay. Außerdem spielte er in drei Folgen der Serie Borgia den Astrologen Lorenz Beheim, der in Diensten von Cesare Borgia, gespielt von Mark Ryder, stand. In dem US-amerikanischen Actionfilm Hitman: Agent 47 (2015) war er als Dr. Delriego, ein Mitarbeiter des Syndicate International, der „für den Ostblock Auftragsmörder programmierte“, zu sehen. Im Kriminalfilm Gegen die Angst (2019) übernahm er die Rolle des Oberstaatsanwalts Lehmann. 2021 spielte er in der Tragikomödie Stand Up! Was bleibt, wenn alles weg ist den alternden und kranken Kunstsammler Friedrich von Wohlstein. In dem im Februar 2022 auf der Berlinale uraufgeführten Filmdrama Axiom (Regie: Jöns Jönsson) spielte Kanies den Wolfgang.

## Filmografie

### Kino
- 2001: Nichts bereuen
- 2002: Joe & Max
- 2003: Falling Grace
- 2004: Der Untergang
- 2006: Das Konklave
- 2008: 10 Sekunden
- 2008: Der Herrscher von Edessa
- 2008: Anonyma – Eine Frau in Berlin
- 2009: Die Gräfin
- 2009: Für Miriam
- 2011: Tage, die bleiben
- 2011: Wunderkinder
- 2012: Blissestrasse
- 2014: Saphirblau
- 2015: Hitman: Agent 47
- 2016: Smaragdgrün
- 2017: Der junge Karl Marx (Le jeune Karl Marx)
- 2018: Das schweigende Klassenzimmer
- 2022: Stand Up! Was bleibt, wenn alles weg ist
- 2022: Axiom

### Fernsehen

#### Fernsehfilme
- 1998: Julia – Kämpfe für deine Träume!
- 1999: Dunkle Tage
- 2000: Der Mörder in Dir
- 2001: Verliebte Jungs
- 2002: Die Nacht, in der ganz ehrlich niemand Sex hatte
- 2002: Lexx – The Dark Zone
- 2003: Der Fußfesselmörder
- 2003: Novaks Ultimatum
- 2005: Mutter aus heiterem Himmel
- 2005: Heimliche Liebe – Der Schüler und die Postbotin
- 2005: Eine Liebe in Saigon
- 2006: Himmel über Australien
- 2006: Störtebeker (Zweiteiler)
- 2006: Die Sturmflut
- 2007: Der geheimnisvolle Schatz von Troja
- 2008: Das Geheimnis im Wald
- 2008: Die Hitzewelle – Keiner kann entkommen
- 2008: Der Bibelcode
- 2008: Die Bienen – Tödliche Bedrohung
- 2008: Die Patin – Kein Weg zurück
- 2009: Auftrag in Afrika
- 2009: Das Paradies am Ende der Welt
- 2009: Mein Leben – Marcel Reich-Ranicki
- 2009: Mein Flaschengeist und ich
- 2009: Die kluge Bauerntochter
- 2010: 380.000 Volt – Der große Stromausfall
- 2010: Die Akte Golgatha
- 2011: Familiengeheimnisse – Liebe, Schuld und Tod (Zweiteiler)
- 2011: Niemand ist eine Insel
- 2011: Wunderkinder
- 2012: Rommel
- 2013: Operation Zucker
- 2013: Herzdamen an der Elbe
- 2013: George
- 2014: Das Lächeln der Frauen
- 2015: Einstein
- 2015: Zum Teufel mit der Wahrheit
- 2017: So auf Erden
- 2017: Schwarzbrot in Thailand
- 2019: Gegen die Angst
- 2021: Ku’damm 63 (Dreiteiler)

#### Fernsehserien und -reihen
- 1996: SK Babies (Folge Schuldig auf Verdacht)
- 1998–2013: Alarm für Cobra 11 – Die Autobahnpolizei (verschiedene Rollen, 5 Folgen)
- 1999: Dr. Sommerfeld – Neues vom Bülowbogen
- 1999: Alphateam – Die Lebensretter im OP (4 Folgen)
- 1999, 2001: Großstadtrevier (Folgen Auf Abwegen, Klau am Bau)
- 2001: Wilsberg und der Mord ohne Leiche
- 2001: Küstenwache (Folge Tödlicher Schmuggel)
- seit 2003: In aller Freundschaft (diverse Folgen als Klaus Ritter, wiederkehrende Rolle)
- 2003: Tatort: Atlantis
- 2003: Kommissarin Göllner: Das böse Mädchen
- 2004: Blond: Eva Blond! – Der Zwerg im Schließfach
- 2004: Kommissar Rex (Folge Nachts im Spital)
- 2005: Küstenwache (Folge In letzter Minute)
- 2005: SOKO Kitzbühel (Folge Blattschuss)
- 2005: Tatort: Im Alleingang
- 2006: Tatort: Der Lippenstiftmörder
- 2006: Großstadtrevier (Folge Zurück auf los)
- 2007: Polizeiruf 110: Tod in der Bank
- 2007: KDD – Kriminaldauerdienst (Folge Verwirrungen)
- 2007: Pastewka (Folge Mein Freund Jo)
- 2007: Ein starkes Team: Stumme Wut
- 2008: Küstenwache (Folge Spiel von Liebe und Tod)
- 2008: SOKO Kitzbühel (Folge Ein Tod, ein Leben)
- 2008: Der Bulle von Tölz: Der Zauberer im Brunnen
- 2010: Der Alte (Folge Teufel in Weiß)
- 2010: Alpha 0.7 – Der Feind in dir (6 Folgen)
- 2011: Alles was recht ist – Sein oder Nichtsein
- 2011: SOKO Donau (Folge Blutsverwandte)
- 2011: SOKO Stuttgart (Folge Tote Augen)
- 2011: Die Rosenheim-Cops (Folge  Ein Fall von Blattschuss)
- 2011: Der Kriminalist (Folge Abgetaucht)
- 2011: Siebenstein (Folge Die Vampir-Prüfung)
- 2012: Im Alleingang – Die Stunde der Krähen
- 2012: Ein Fall für zwei (Folge Abgezockt)
- 2013: Heiter bis tödlich: Morden im Norden (Folge Über Bord)
- 2013: Wilsberg: Gegen den Strom
- 2013: Letzte Spur Berlin (Folge Wunschbild)
- 2013: Der Staatsanwalt (Folge Kalter Tod)
- 2013: Einsatz in Hamburg – Mord an Bord
- 2013: Heldt (Folge Heißer Stoff)
- 2013: Notruf Hafenkante (Folge In der Falle)
- 2014: Joachim Vernau – Die letzte Instanz (Fernsehreihe)
- 2014: SOKO Leipzig (Folge Abgestürzt)
- 2014: Borgia (3 Folgen)
- 2015: Inga Lindström – Süße Leidenschaft
- 2015: Die Kanzlei (Folge Der nächste Zug)
- 2016: Die Diplomatin – Das Botschaftsattentat
- 2016: Die Diplomatin – Entführung in Manila
- 2016: Die Spezialisten – Im Namen der Opfer (Folge Kleiner Engel)
- 2017: Babylon Berlin (2 Folgen)
- 2017–2019: Einstein (32 Folgen)
- 2019: SOKO Stuttgart (Folge Tote Augen)
- 2019: Ein starkes Team: Tödliche Seilschaften
- 2020: Rosamunde Pilcher – Von Tee und Liebe
- 2020: Tatort: National feminin
- 2020: Die Heiland – Wir sind Anwalt (3 Folgen)
- 2021: Der Alte (Folge Toxische Verbindung)
- 2021: Tatort: Der Tod der Anderen
- 2021: Das Traumschiff: Schweden
- 2023: WaPo Bodensee (Folgen Der Schuss, Die Erlösung)

## Hörspiele (Auswahl)
- 2012: Fred Breinersdorfer, Katja Röder: Tödliche Kunst. SWR, Radio-Tatort.